# Snooker aux Jeux africains de 2019
Les compétitions de snooker aux Jeux africains de 2019 ont lieu du 20 au 24 août 2019 à l'hôtel Farah de Casablanca au Maroc. Il s'agit de la première apparition de ceette discipline dans le programme des Jeux africains.

## Médaillés
| Épreuves      | Or                                    | Argent                           | Bronze                                   |
| ------------- | ------------------------------------- | -------------------------------- | ---------------------------------------- |
| Simple dames  | Youssra Matine (MAR)                  | Gantan Elaskary (EGY)            | Hakima Kissai (MAR)                      |
| Simple hommes | Amine Amiri (MAR)                     | Abdelrahman Abdelhamid (EGY)     | Yassine Bellamine (MAR)                  |
| Double mixte  | Maroc Yassine Bellamine Hakima Kissai | Maroc Amine Amiri Youssra Matine | Égypte Mohamed Alakrady Yara Sharafeldin |

## Tableau des médailles
| Rang  | Nation | Or | Argent | Bronze | Total |
| ----- | ------ | -- | ------ | ------ | ----- |
| 1     | Maroc  | 3  | 1      | 2      | 6     |
| 2     | Égypte | 0  | 2      | 1      | 3     |
| Total | Total  | 3  | 3      | 3      | 9     |